# 다테야마역 (지바현)
다테야마역(일본어: 館山駅, たてやまえき)은 일본 지바현 다테야마시에 있는 동일본 여객철도의 철도역이다. 특급 《사자나미》 호의 대다수가 시종착한다.

## 역 구조
지상역으로 선상역사를 운영하고 있다. 승강장은 단식 1면 1선과 섬식 1면 2선 구조이다. 3번선 근처로 여러 개의 유치선과 보선용 시설이 있으며, 하행선 쪽에 1개, 상행선 쪽에 6개의 유치선이 있다. 동일본 여객철도 직영역이며, 우치보 선의 호타 역에서 와다우라역까지를 관리한다. 오전 6시 30분부터 오후 8시까지 초록 창구를 영업하고 있으며, 자동 개찰기에서 스이카 및 제휴 교통카드의 사용이 가능하다.

### 승강장
| 1   | ■ 우치보 선 | 지쿠라 · 아와카모가와 방면                  |
| 2·3 | ■ 우치보 선 | 기미쓰 · 기사라즈 · 고이 · 지바 · 도쿄 방면 |

회차가 가능한 역이다. 때문에 일부 상행 시발 열차는 1번 승강장을, 일부 하행 시발 열차는 3번 승강장을 사용한다.

## 역세권 정보
- 호조 해수욕장
- 다테야마시청사
- 쓰루야 하치만구 신사
- 국도 제127호
- 국도 제128호
- 해상자위대 다테야마 항공기지

## 역사
원래 구 호조 정의 중심역이었으며, 1919년에 문을 열 때의 역이름도 "아와호조" (安房北条)였다. 1933년 호조 정이 다테야마 정과 통합해 다테야마호조 정이 되고, 1939년에 다테야마호조 정이 나고 정, 후나카타 정과 통합해 다테야마 시가 생기면서 행정 구역이 달라지게 되었고, 1946년 지금의 다테야마 역으로 이름이 바뀐다.
- 1919년 5월 24일 : 일본국유철도의 역으로 개업하였다.
- 1987년 4월 1일 - 민영화에 따라 동일본 여객철도의 소속이 되었다.
- 2009년 3월 14일 - 스이카의 사용이 가능해졌다.

## 인접역
| 동일본 여객철도 우치보 선 | 동일본 여객철도 우치보 선 | 동일본 여객철도 우치보 선  |
| ------------------------- | ------------------------- | -------------------------- |
| 나코후나카타 소가 방면    | ■ 우치보 선               | 고코노에 아와카모가와 방면 |